# 2. Lig 2015
La 2. Lig 2015 è stata la 6ª edizione del campionato di football americano di secondo livello in Turchia, organizzato dalla TBSF.

## Squadre partecipanti
| Club             | Città    | Stadio | Sponsor ufficiale | Risultato nella stagione 2014 |
| ---------------- | -------- | ------ | ----------------- | ----------------------------- |
| Akdeniz Heroes   | Adalia   |        |                   |                               |
| Bilkent Judges   | Ankara   |        |                   |                               |
| Isparta Spartans | Isparta  |        |                   |                               |
| Mersin Mustangs  | Mersin   |        |                   |                               |
| Uludağ Timsahlar | Bursa    |        |                   |                               |
| Yeditepe Eagles  | Istanbul |        |                   |                               |

## Calendario
Non è noto quali incontri siano stati disputati in casa e quali in trasferta.
| 2015 | Mersin Mustangs | 24 – 8 | Uludağ Timsahlar |  |

| 2015 | Mersin Mustangs | 27 – 0 | Bilkent Judges |  |

| 2015 | Mersin Mustangs | 40 – 45 | Akdeniz Heroes |  |

| 2015 | Mersin Mustangs | 14 – 8 | Isparta Spartans |  |

| 2015 | Mersin Mustangs | 7 – 0 | Yeditepe Eagles |  |

## Verdetti
- Mersin Mustangs campioni della 2. Lig 2015